# مجموعة ستة زائد اثنين بشأن أفغانستان

مجموعة 6+2
أفغانستان

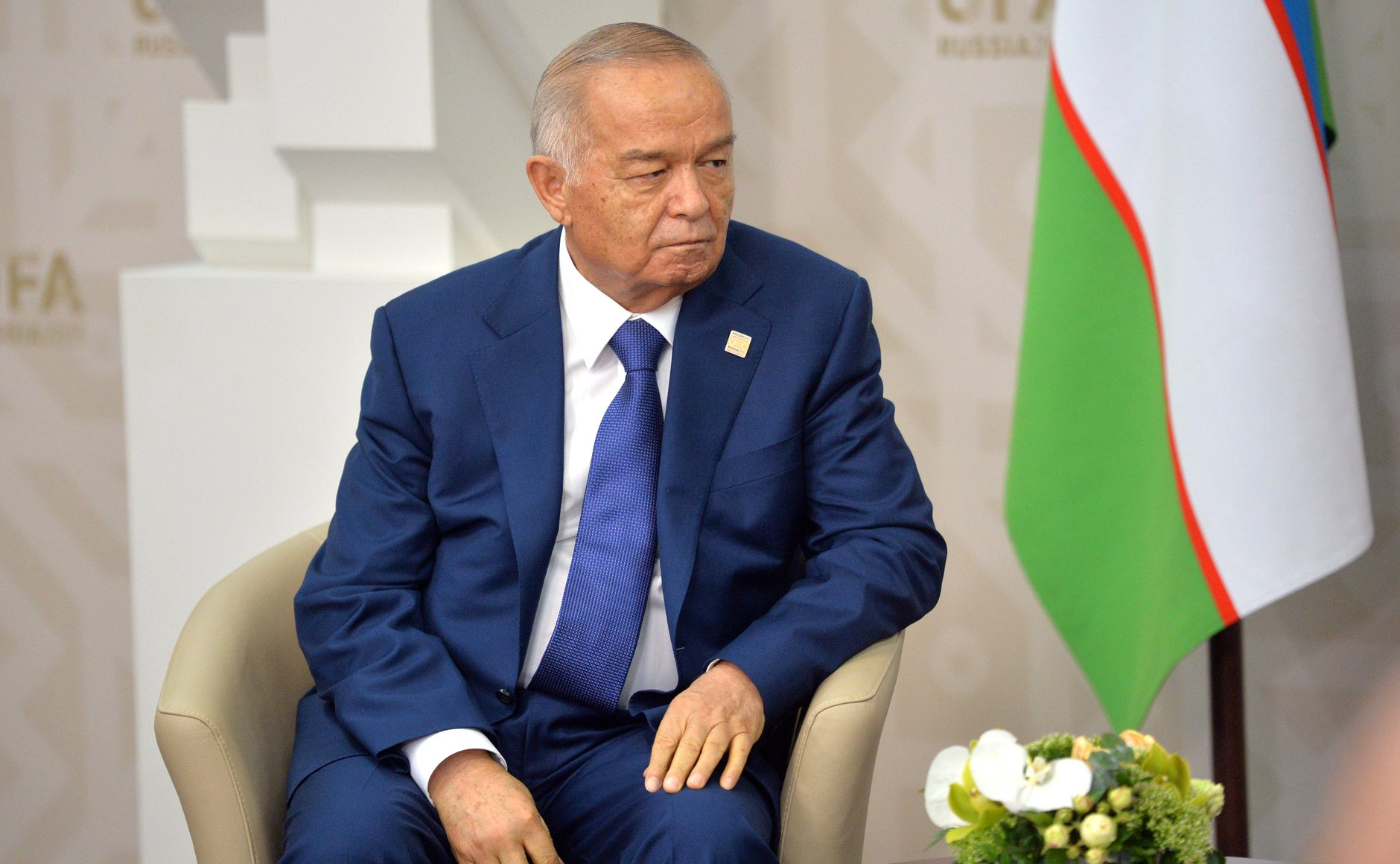
الرئيس الأوزبكي إسلام كريموف، الذي أسس التحالف، يظهر هنا في عام 2015.

تصف مجموعة ستة زائد اثنين بشأن أفغانستان تحالفًا غير رسمي من الدول الست المتاخمة لأفغانستان (الصين وإيران وباكستان وطاجيكستان وتركمانستان وأوزبكستان)، بالإضافة إلى الولايات المتحدة وروسيا، والذي عمل من 1997 إلى 2001 تحت رعاية الأمم المتحدة. عمل التحالف على إيجاد حل سلمي كان سيشمل مشاركة تحالف الشمال الأفغاني. وفي وقت لاحق، بحثت في قضية تشكيل حكومة ما بعد طالبان في أفغانستان.

## البلدان المعنية
| البلد المستهدف - أفغانستان |  | دول الجوار (6) - الصين - إيران - باكستان - طاجيكستان - تركمانستان - أوزبكستان |  | زائد إثنين - الولايات المتحدة - روسيا |

## التاريخ
بعد الحرب الأهلية الأفغانية، بحلول عام 1996، سيطرت طالبان على معظم أفغانستان، وحكمت باسم إمارة أفغانستان الإسلامية. استمر القتال بين طالبان والتحالف الشمالي، مما أدى إلى الاهتمام الدولي.
هذه المبادرة الدبلوماسية اقترحها إسلام كريموف، رئيس جمهورية أوزبكستان، مع الأخذ في الاعتبار أن الصراع في أفغانستان لا يمكن حله باستخدام القوة، وهناك حاجة إلى حوار سياسي سلمي. نوقشت الفكرة لأول مرة خلال اجتماع إسلام كريموف مع المبعوث الخاص للأمين العام للأمم المتحدة إلى أفغانستان الأخضر الإبراهيمي في أغسطس 1997. وتم التأكيد على أن التسوية السلمية للنزاع لن تتحقق دون تدخل الدول المجاورة.
كان هدف الفريق هو إيجاد حل للمشكلة الأفغانية، للمساعدة في إنشاء حكومة أفغانية ذات تمثيل واسع ومتعددة الأعراق.

## اجتماعات في إطار مبادرة 6 + 2
في إطار مبادرة 6+2، تم عقد عدد من الاجتماعات والمؤتمرات الهامة في مقر الأمم المتحدة في نيويورك، في العاصمة الأوزبكية طشقند وأماكن أخرى.
في 19 يوليو 1999، تبنت المجموعة ما يسمى بإعلان طشقند («المبادئ الأساسية للتسوية السلمية للنزاع في أفغانستان»). واتفق الأطراف في الإعلان على عدم تقديم دعم عسكري لأي طرف أفغاني ومنع استخدام أراضيهم لهذه الأغراض. بعد أسبوع واحد فقط من اعتماد الإعلان، شنت طالبان هجومًا عسكريًا أدانه بيان لمجلس الأمن الدولي.
في 8 شباط / فبراير 2000، عقد في مقر الأمم المتحدة اجتماعاً رفيع المستوى لمجموعة «ستة زائد اثنين» على مستوى الممثلين الدائمين وما فوق، بهدف مناقشة إنتاج وتوزيع المخدرات من أفغانستان بشكل غير مشروع. تبادل المشاركون وجهات النظر حول سبل معالجة القضايا المتعلقة بتهريب المخدرات من أفغانستان من خلال خطة عمل إقليمية شاملة ومتوازنة.
في 18 أيلول / سبتمبر 2000، في الاجتماع الثاني لـ «ستة زائد اثنين» الذي عقد على مستوى وزراء الخارجية، كرر الأمين العام السابق للأمم المتحدة كوفي عنان أن مجموعة «ستة زائد اثنين» تظل المنتدى الأساسي لحل القضية الأفغانية لأنها «تمكن من معالجة الوضع الخطير الذي تطور في أفغانستان والمنطقة المجاورة في أعقاب سقوط مزار شريف ومقتل دبلوماسيين إيرانيين».
بالإضافة إلى الأنشطة الأخرى، تعاملت المجموعة أيضًا مع قضايا تهريب المخدرات. وهكذا، في 13 أيلول / سبتمبر 2000، وافق ممثلو حكومات الصين وإيران وباكستان والاتحاد الروسي وطاجيكستان والولايات المتحدة الأمريكية وأوزبكستان على خطة العمل الإقليمية.

## اقتراح تنسيق «6 + 3»
مع الأخذ في الاعتبار الوضع في أفغانستان، أعلن إسلام كريموف عن مزيد من التطوير لهذه المبادرة خلال قمة الناتو في بوخارست في أبريل 2008. اقترح زعيم أوزبكستان تحويل «6 زائد 2» إلى «6 زائد 3»، والتي تتوقع مشاركة 6 دول مجاورة لأفغانستان بالإضافة إلى الولايات المتحدة وروسيا وحلف شمال الأطلسي.

جون سي كي دالي، باحث زميل في معهد آسيا الوسطى والقوقاز في جامعة جونز هوبكنز في واشنطن، في مقالته الأخيرة بعنوان «اقتراح أفغانستان الأوزبكي ملائم وفي الوقت المناسب - أفغانستان: لماذا» 6 زائد 3 "؟"، نشر في 5 نوفمبر 2009 ما يلي: 
 طورت اجتماعات طشقند عنصرين رئيسيين مهمين اليوم. لأول مرة منذ الثورة الإيرانية عام 1979، جلس الأمريكيون حول نفس الطاولة لإجراء محادثات غير مباشرة مع إيران. على الرغم من برنامج إيران النووي وطموحاتها الجيوسياسية، يجب عدم تجاهل دور إيران في حل أزمة أفغانستان ودورها المحتمل في إقامة سلام طويل الأمد هناك. ثانيًا، قدم إعلان طشقند لأول مرة مقاربة بناءة لتحقيق المصالحة في أفغانستان من خلال مشاركة القوى المعارضة المحلية الرئيسية.